# Charles Follen McKim
Charles Follen McKim, né le 24 août 1847 dans le comté de Chester (Pennsylvanie) et décédé le 14 septembre 1909 dans le comté de Suffolk (État de New York), était un architecte américain qui a étudié à l'École des beaux-arts de Paris où il a été l'élève de Honoré Daumet et a formé le cabinet McKim, Mead and White avec William Mead et Stanford White (qui les rejoint deux ans après).

## Ouvrages
Il a participé à la réalisation des ouvrages suivants :
- 1887 : Bibliothèque publique de Boston
- 1893 : Le campus de l'université Columbia
- 1903 : La Pierpont Morgan Library
- 1910 : Pennsylvania Station
- 1912-1914 : American Academy in Rome
- Madison Square Garden

## Titres et récompenses
Il a reçu des titres de la profession mais aussi de chefs d'État pour ses contributions à l'architecture, il a aussi été membre d'honneur de plusieurs organisations :
- En 1900, il reçoit une médaille d'or lors de l'exposition universelle à Paris.
- En 1903, il reçoit la médaille d'or du RIBA (institut royal des architectes britanniques (des mains du Roi Edward).
- En 1909, il reçoit la médaille d'or de l'AIA (institut américain des architectes) après l'avoir présidé en 1902-1903.

## Liens
- Biographie (en)

- Ressources relatives aux beaux-arts :   - AGORHA
  - Artists of the World Online
  - Musée d'Orsay
  - Museum of Modern Art
  - Union List of Artist Names
- Notices dans des dictionnaires ou encyclopédies généralistes :   - American National Biography
  - Britannica
  - Den Store Danske Encyklopædi
  - Enciclopedia italiana
  - Internetowa encyklopedia PWN
  - Store norske leksikon
  - Treccani
  - Universalis
  - Visuotinė lietuvių enciklopedija
- Notices d'autorité :   - VIAF
  - ISNI
  - BnF (données)
  - IdRef
  - LCCN
  - GND
  - CiNii
  - Pays-Bas
  - Israël
  - NUKAT
  - Catalogne
  - Vatican
  - Norvège
  - WorldCat